# 杜登霍芬
杜登霍芬是德国莱茵兰-普法尔茨州的一个市镇。总面积12.95平方公里，总人口5731人，其中男性2831人，女性2900人（2011年12月31日），人口密度443人/平方公里。